# Rouffiac (Tarn)
Rouffiac è un comune francese di 587 abitanti situato nel dipartimento del Tarn nella regione dell'Occitania.

## Società

### Evoluzione demografica
Abitanti censiti